# Цветковци
Цветковци (на словенски: Cvetkovci) е село в Словения, Подравски регион, община Ормож. Според Националната статистическа служба на Република Словения през 2015 г. селото има 451 жители.